# Mondosonoro
Mondosonoro (anche detta colloquialmente La Mondo) è una rivista musicale indipendente e gratuita fondata nell'ottobre del 1994 a Barcellona dall'editoriale Sister Sonic, che ne gestisce la pubblicazione.
Nel 2016 la rivista è distribuita in otto redazioni: di ogni numero esistono edizioni locali. L'edizione cartacea, con 125.000 copie distribuite per ogni numero, ha periodicità mensile ed è distribuita in tredici Comunità autonome della Spagna, ovvero Madrid, Catalogna, Paesi Baschi, Navarra, Andalusia, Comunità Valenciana, Aragona, Galizia, Castiglia e León, Isole Baleari, Murcia, Asturie e Cantabria. Dal 2016, il suo coordinatore è Sergio Marchese e il suo caporedattore è il giornalista Joan S. Luna.

## Storia
La rivista nasce con l'obiettivo di fungere da portavoce per quei gruppi e collettivi artistici che non hanno rappresentazione nei grandi media convenzionali. Da allora i suoi contenuti si concentrano sull'attualità musicale e artistica indipendente. Le sue sezioni principali sono: attualità nazionale e internazionale, interviste e reportage, recensioni (di dischi, fumetti e libri) e festival.
Dal 1997 ha un'edizione digitale concepita come estensione dell'edizione cartacea e con lo stesso obiettivo di pubblicizzare le diverse band nazionali e internazionali che operano su circuiti indipendenti.
Sin dalla sua fondazione, la rivista organizza ogni anno, nel mese di febbraio, in diverse città della Spagna, una serie di concerti conosciuti come Fiestas demoscópicas (Feste demoscopiche), in cui offrono la possibilità a diversi nuovi gruppi emergenti e ancora senza album pubblicati di farsi conoscere dal vivo.
A maggio di ogni anno pubblica una guida annuale ai festival musicali chiamata Especial Festivales, che comprende più di duecentocinquanta festival che si svolgono principalmente in Spagna, ma anche nel resto d'Europa. In questa guida, si presentano i contenuti offerti da ciascun festival (data, prezzo, locandina, attrazioni e altri consigli).
Il 10 ottobre 2014, la rivista ha celebrato i suoi primi venti anni di esistenza con un concerto multiplo alla Sala Razzmatazz di Barcellona dei gruppi Sidonie, Love of Lesbian, Dorian e Standstill.